# Mürzzuschlag

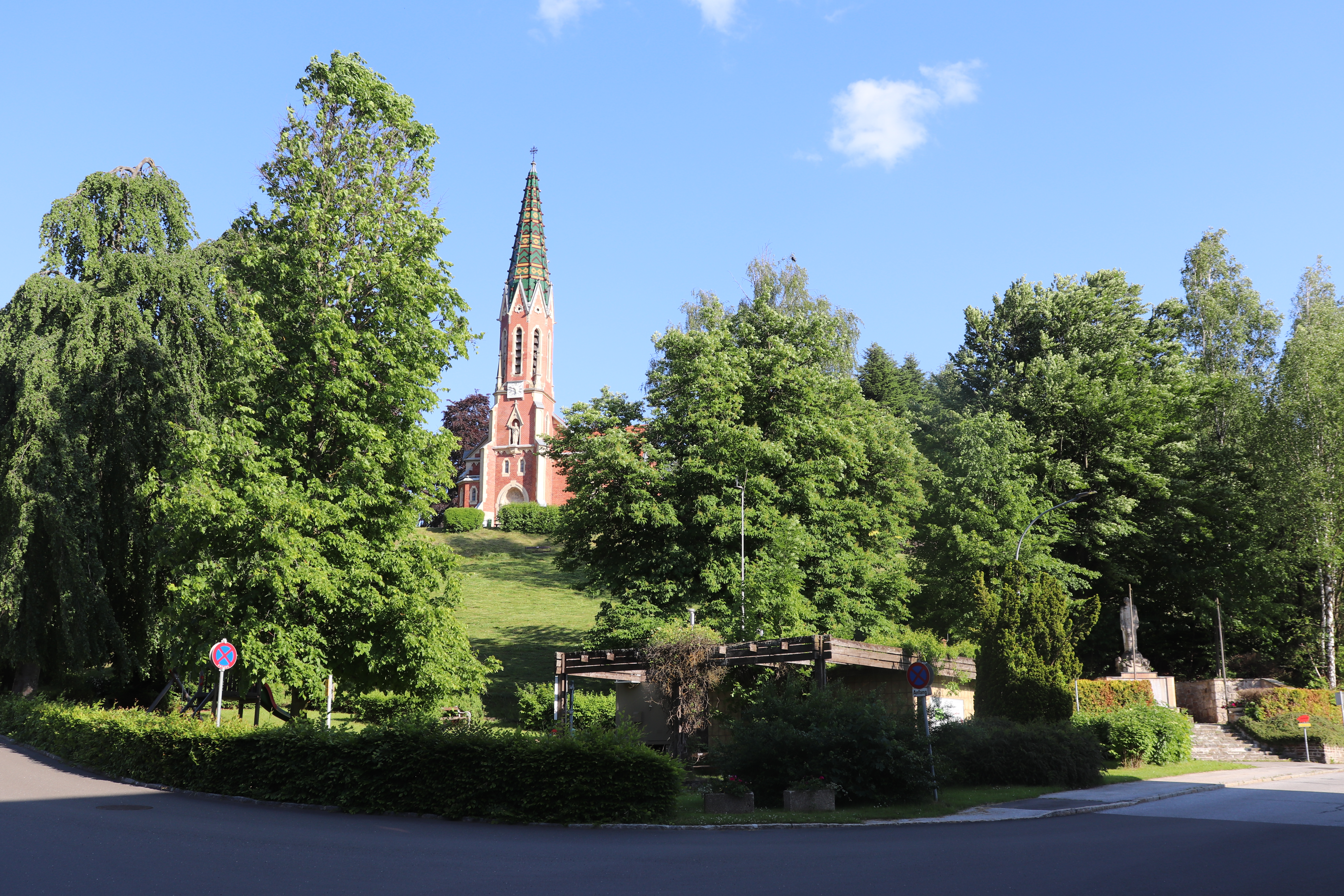
Roseggerpark und evangelische Kirche

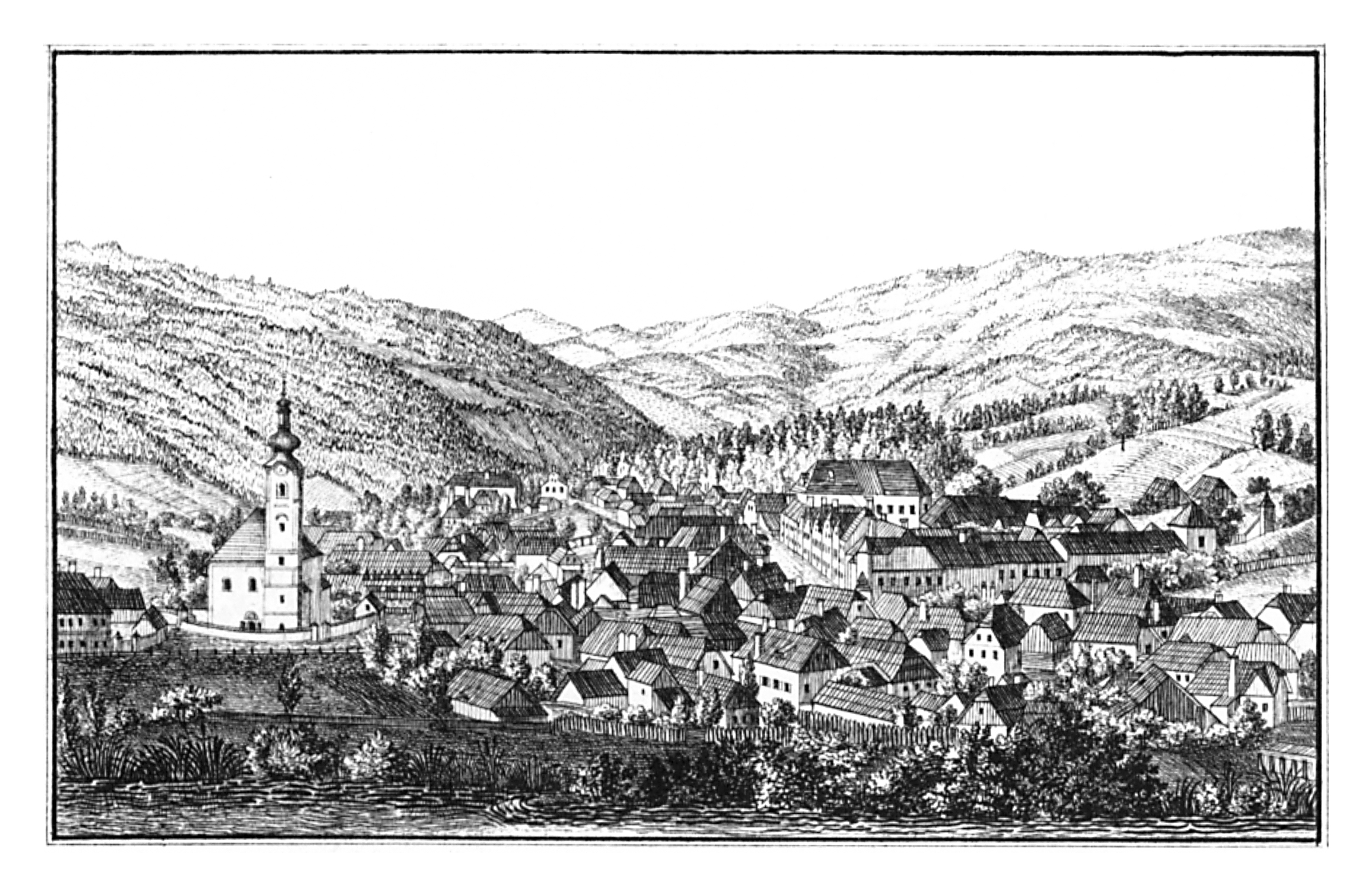
Mürzzuschlag gegen Semmering, Lith. um 1830, J.F.Kaiser, Graz

Mürzzuschlag ist eine Kleinstadt mit 7919 Einwohnern (Stand 1. Jänner 2024) in der Steiermark in Österreich. Im 19. und frühen 20. Jh. war Mürzzuschlag eine Sommerfrischedestination im Semmeringgebiet. Der Komponist Johannes Brahms schrieb dort in den Sommern 1884/85 seine vierte Symphonie. Die Stadt ist auch der Geburtsort der Literaturnobelpreisträgerin Elfriede Jelinek.

## Geografie
Mürzzuschlag liegt am Fluss Mürz auf 670 Meter Seehöhe. Mürzzuschlag ist die letzte Stadt vor der natürlichen Grenze zu Niederösterreich, dem Semmering. Im Nordosten befindet sich der Stadtteil Edlach, im Südwesten Hönigsberg.

### Gemeindegliederung
Das Gemeindegebiet umfasst folgende Ortschaften (in Klammern Einwohnerzahl Stand 1. Jänner 2024):
- Auersbach (117)
- Edlach (133)
- Eichhorntal (21)
- Ganz (121)
- Hönigsberg (1640)
- Kohleben (33)
- Lambach (105)
- Mürzzuschlag (5505)
- Pernreit (88)
- Schöneben (156)

Die Gemeinde besteht aus sechs Katastralgemeinden (Fläche Stand 31. Dezember 2023):
- Auersbach (945,09 ha)
- Eichhornthal (511,08 ha)
- Ganz (749,16 ha)
- Lambach (337,54 ha)
- Mürzzuschlag (1.925,39 ha)
- Schöneben-Ganz (670,19 ha)

### Nachbargemeinden
|            | Neuberg an der Mürz                         |                     |
| Langenwang | Kompassrose, die auf Nachbargemeinden zeigt | Spital am Semmering |
|            | Ratten (WZ)                                 | Rettenegg (WZ)      |

### Klima
|                        | Jan  | Feb  | Mär  | Apr  | Mai  | Jun  | Jul  | Aug  | Sep  | Okt  | Nov  | Dez  |   |      |
| Mittl. Temperatur (°C) | −2,9 | −1,3 | 2,3  | 6,7  | 11,8 | 14,9 | 16,9 | 16,2 | 12,2 | 7,6  | 2,0  | −2,2 | ⌀ | 7,1  |
| Mittl. Tagesmax. (°C)  | 1,0  | 3,5  | 7,6  | 12,7 | 18,0 | 20,9 | 23,0 | 22,6 | 18,1 | 13,1 | 5,7  | 0,8  | ⌀ | 12,3 |
| Mittl. Tagesmin. (°C)  | −6,7 | −5,6 | −2,2 | 1,4  | 6,2  | 9,4  | 11,2 | 11,0 | 7,6  | 3,6  | −1,1 | −5,3 | ⌀ | 2,5  |
|                        |      |      |      |      |      |      |      |      |      |      |      |      |   |      |
| Niederschlag (mm)      | 63   | 60   | 87   | 66   | 111  | 139  | 144  | 136  | 98   | 70   | 70   | 72   | Σ | 1116 |
|                        |      |      |      |      |      |      |      |      |      |      |      |      |   |      |
| Luftfeuchtigkeit (%)   | 67,8 | 57,7 | 53,8 | 48,9 | 51,4 | 52,8 | 51,4 | 51,2 | 54,7 | 57,7 | 68,1 | 74,7 | ⌀ | 57,5 |

| −6,7 |

| −5,6 |

| −2,2 |

| 1,4 |

| 6,2 |

| 9,4 |

| 11,2 |

| 11,0 |

| 7,6 |

| 3,6 |

| −1,1 |

| −5,3 |

| −6,7 |

| −5,6 |

| −2,2 |

| 1,4 |

| 6,2 |

| 9,4 |

| 11,2 |

| 11,0 |

| 7,6 |

| 3,6 |

| −1,1 |

| −5,3 |

## Geschichte

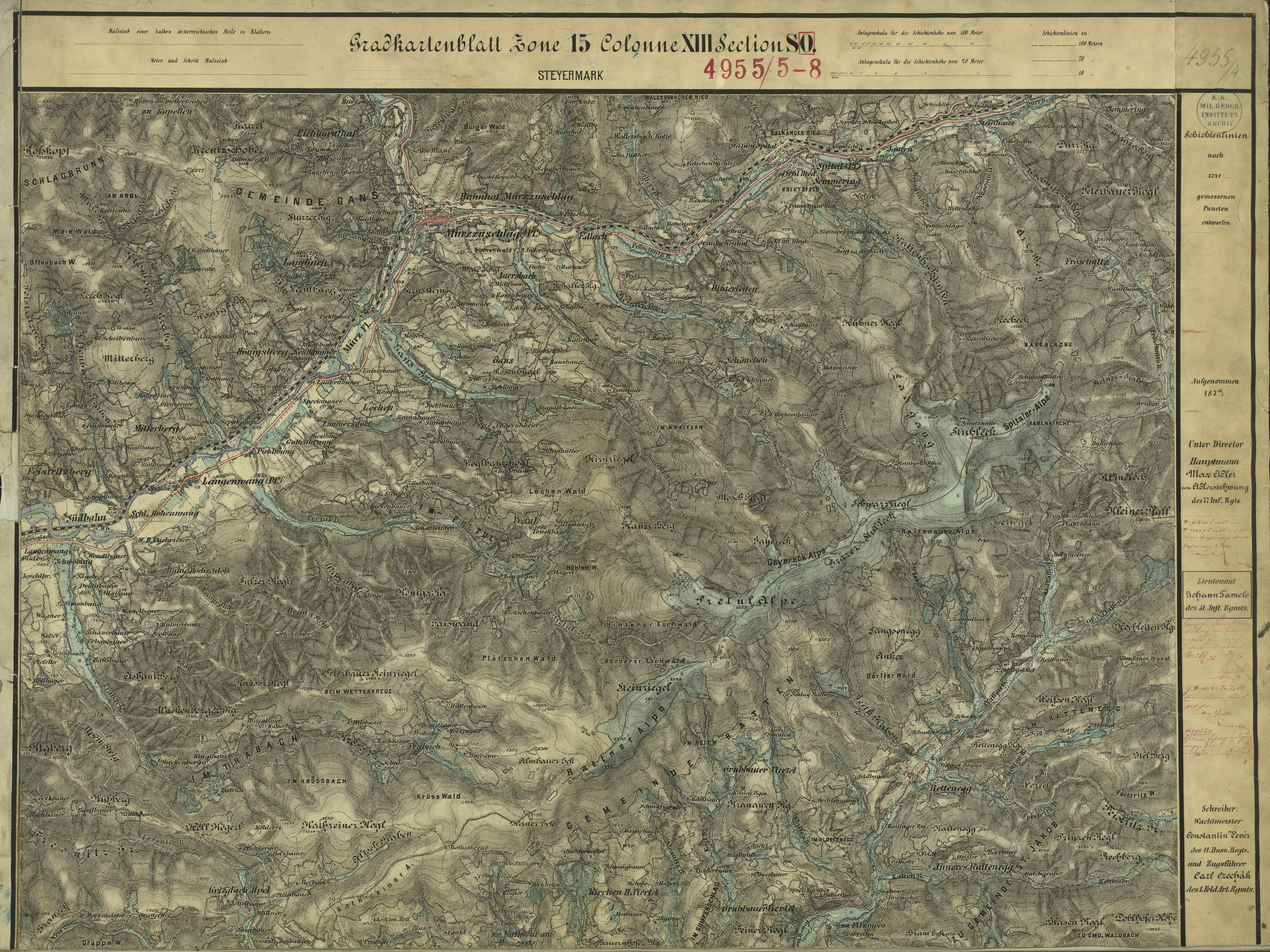
Mürzzuschlag und Umgebung um das Jahr 1876 (Aufnahmeblatt der Landesaufnahme)

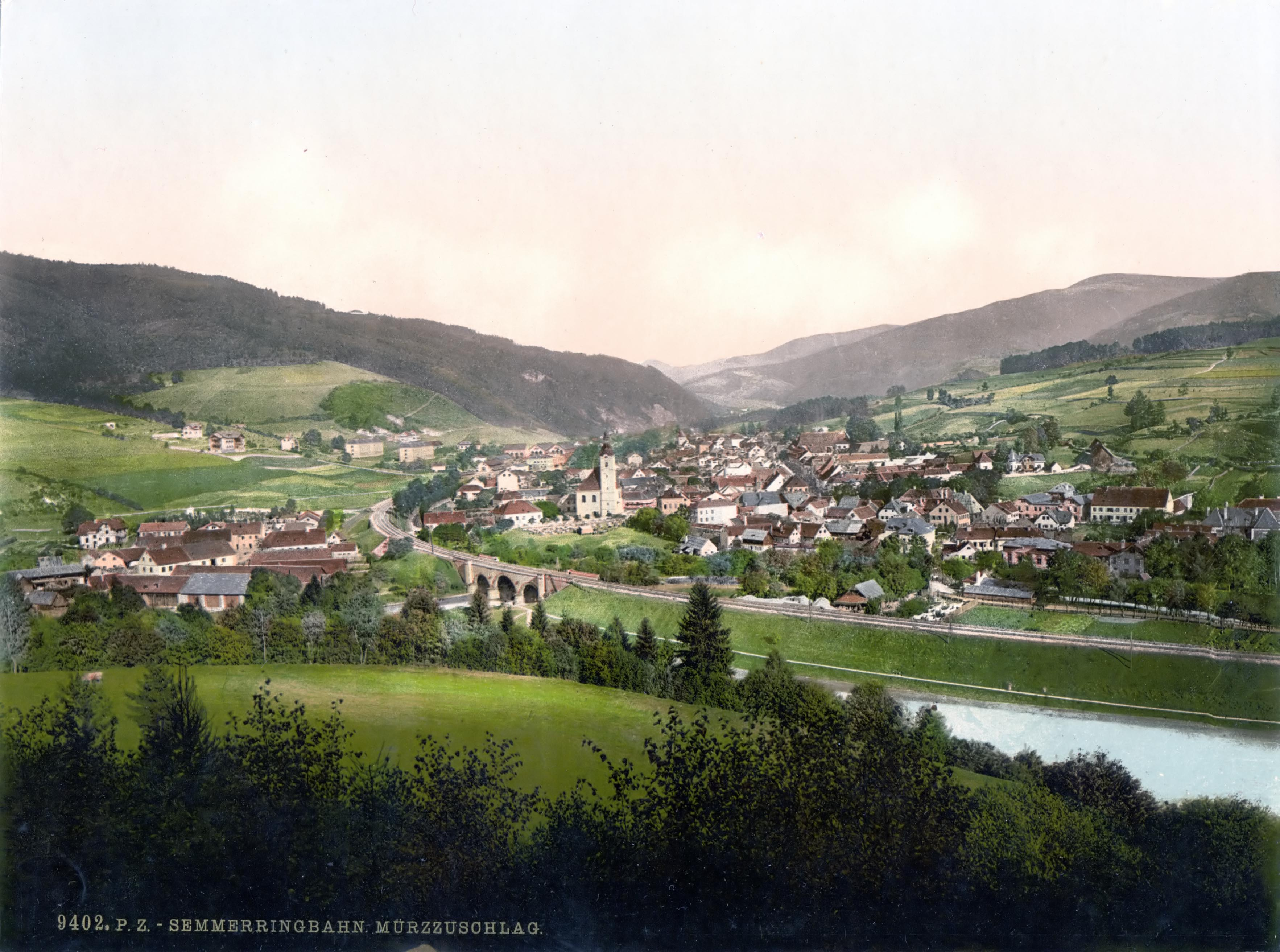
Mürzzuschlag um 1900

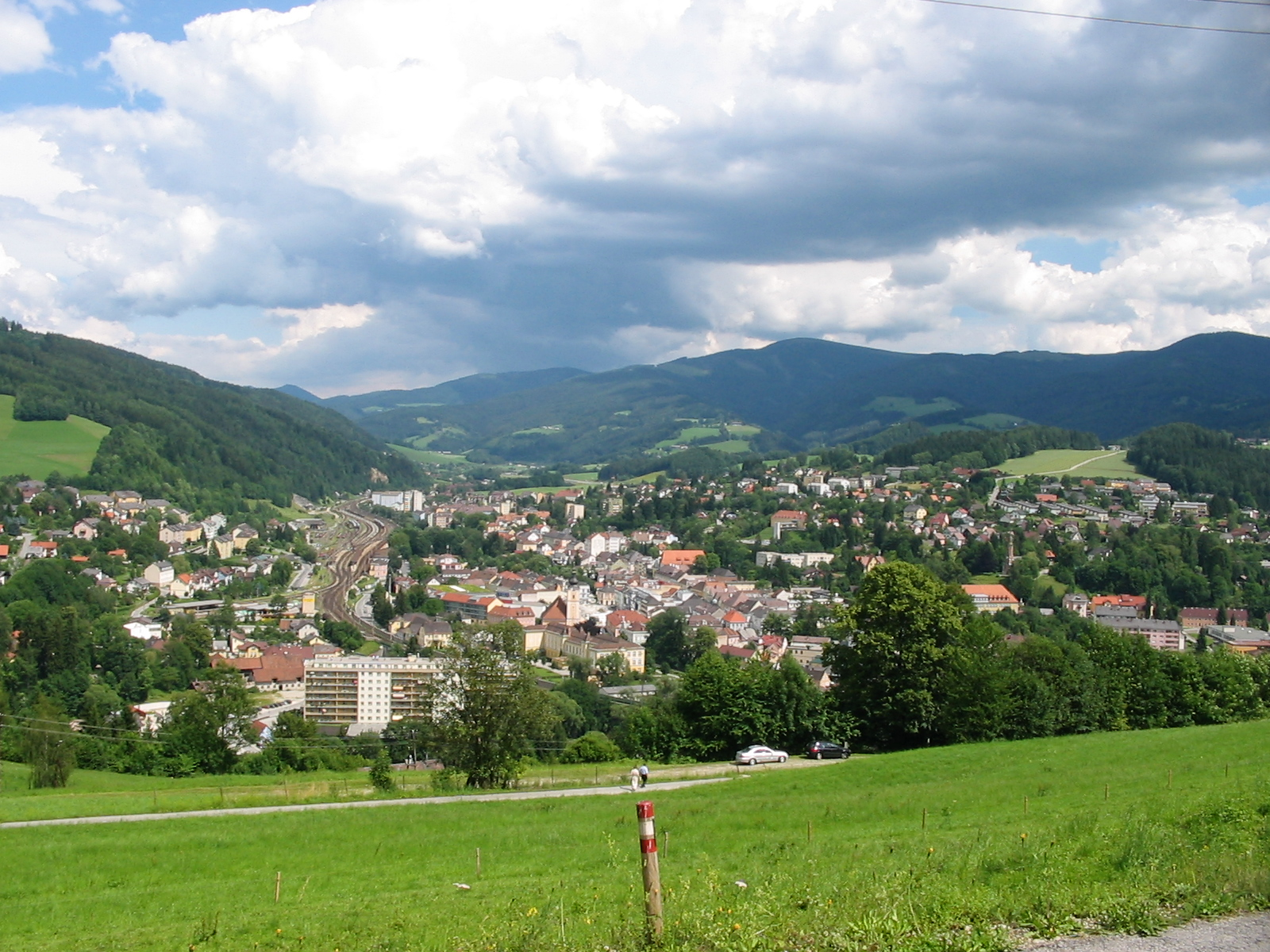
Mürzzuschlag im Jahr 2004

Der Ort wurde 1227 erstmals urkundlich erwähnt. Der Name stammt der Volksetymologie zufolge daher, dass die Mürz in Richtung unteres Mürztal zuschlägt (einen Knick macht), in Wirklichkeit leitet er sich aber wohl eher vom slawischen Flurnamen Muriza Slaka her. 1360 erhielt Mürzzuschlag von Herzog Rudolf das Eisenrecht. Dieses garantierte das Recht auf alleinige Produktion von Kleineisen zwischen Leoben und Semmering. Johann H. A. Bleckmann kaufte 1862 die alten Hammerwerke und gründete die Phönix-Stahlwerke, dann Schoeller-Bleckmann Stahlwerke, die heutige Böhler Bleche GmbH. Der erste rostfreie Stahl der Welt wurde 1912 von Ingenieur Max Mauermann in den Bleckmannwerken entwickelt.
Der Minnesänger Ulrich von Liechtenstein hat auf einer Fahrt von Venedig nach Böhmen den Begriff „murzuslage“ in seinem Gedicht Frauendienst erwähnt.
Viktor Kaplan, der Erfinder der Kaplan- und Schnellläuferturbine, wurde 1876 hier geboren, die Literaturnobelpreisträgerin Elfriede Jelinek im Jahr 1946.
Johannes Brahms schrieb von 1884 bis 1885 in Mürzzuschlag seine vierte Symphonie, daher gibt es dort heute ein Brahms-Museum. Toni Schruf, einer der ersten Skiläufer in Mitteleuropa und Wirt des Hotel Post, wuchs in Mürzzuschlag auf. Eugenie Walter, besser bekannt als die Schauspielerin und Charakterdarstellerin Jenny Jugo wurde 1905 hier geboren. Unter anderem spielte sie 1938 die Rolle der Queen Viktoria in Mädchenjahre einer Königin.
Mürzzuschlag erhielt 1923 das Stadtrecht. Mürzzuschlag war eine Arbeiterstadt. Seit dem Rückgang der Stahlindustrie werden von der Gemeinde zahlreiche kulturelle Initiativen gesetzt.
Vom 5. bis 8. Februar 1931 fand in Mürzzuschlag die einzige Arbeiter-Wintersport-Olympiade statt. An den vom Österreichischen Arbeitersportverband organisierten Wettbewerben nahmen nach jetzigem Forschungsstand über 560 Arbeitersportler teil. Wettbewerbe wurden im Skilanglauf, Abfahrtskilauf, Eishockey, Eisstockschießen, Eisschnelllauf, Eiskunstlauf, Eistanz, Geländelauf und Hindernislauf ausgetragen.
Die Südbahn mit dem Bahnhof Mürzzuschlag wurde 1844 eröffnet, die Lokalbahn Mürzzuschlag–Neuberg 1879. Nach den Plänen des Konstrukteurs Carl Ritter von Ghega konnte die Bergbahn von Gloggnitz nach Mürzzuschlag über den Semmering 1854 in Betrieb genommen werden. Die Semmeringbahn ist heute UNESCO-Weltkulturerbe. Um die Verbundenheit der Stadt mit dieser wichtigen Strecke zu dokumentieren, wurde in einer ehemaligen Montierung der Zugförderung Mürzzuschlag am 19. Juni 2004 der Südbahn-Kulturbahnhof Mürzzuschlag und das Südbahnmuseum eröffnet.
Mürzzuschlag war bis zur Bezirksfusion 2013 Bezirkshauptstadt des ehemaligen Bezirkes Mürzzuschlag und ist noch heute Sitz des gleichnamigen Gerichtsbezirkes. Im Rahmen der Gemeindestrukturreform in der Steiermark wurde Mürzzuschlag am 1. Jänner 2015 mit der Gemeinde Ganz vereinigt.
Am 23. Oktober 2020 wurde auf der Mayrhoferwiese die zweitgrößte Sonnenkollektoranlage Österreichs eröffnet. Geplant und errichtet von Solid, betrieben von der SolarWärme MZ GmbH liefern in Summe 5054 m2 Kollektorfläche Wärme in das über 14 km erstreckte Fernwärmenetz der Stadtwerke. 3 stehende Kessel mit insgesamt 180 m3 Inhalt speichern Wärme bis zu saisonal. Die Errichtungskosten betrugen rund 2 Mio. Euro, 656.000 € kommen als Förderung vom bundesweiten Klima- und Energiefond, 200.000 € vom Land Steiermark.

### Bevölkerungsentwicklung
Die Stadt ist seit der Stahlkrise in den 1980er Jahren von starker Abwanderung in den Raum Graz und Umgebung betroffen.

## Kultur und Sehenswürdigkeiten

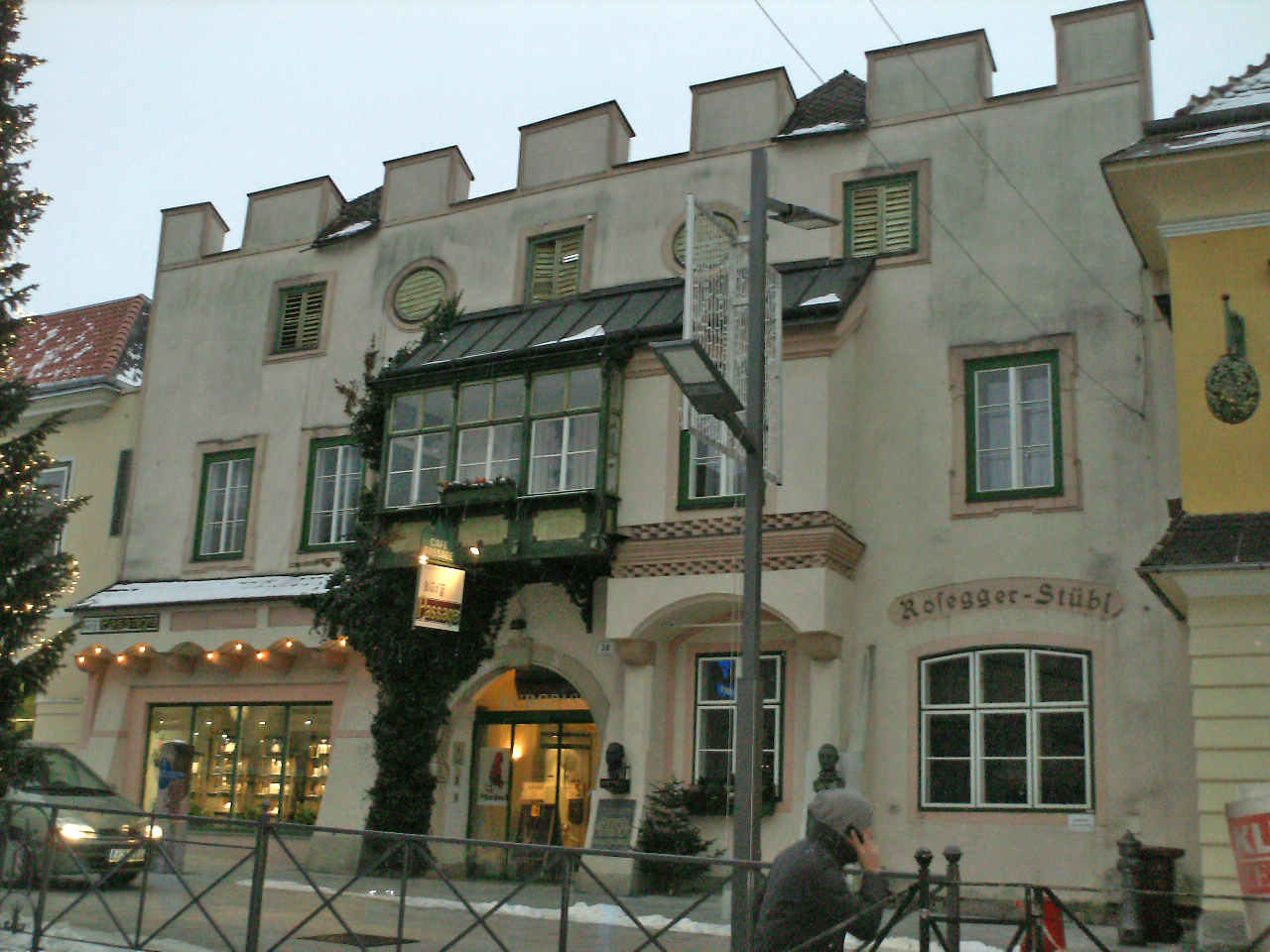
Die denkmalgeschützte „Alte Ratsburg“

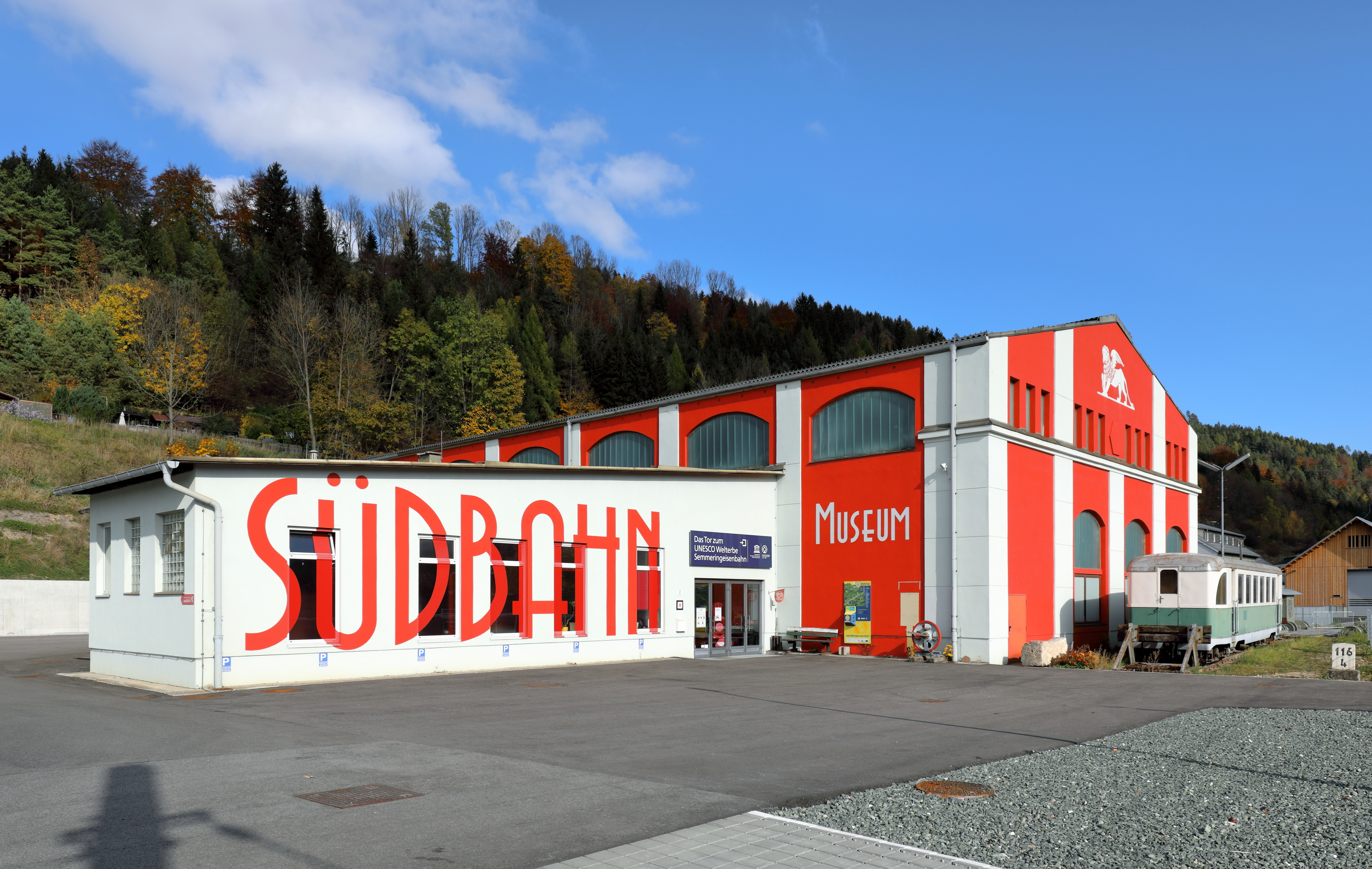
Südbahnmuseum

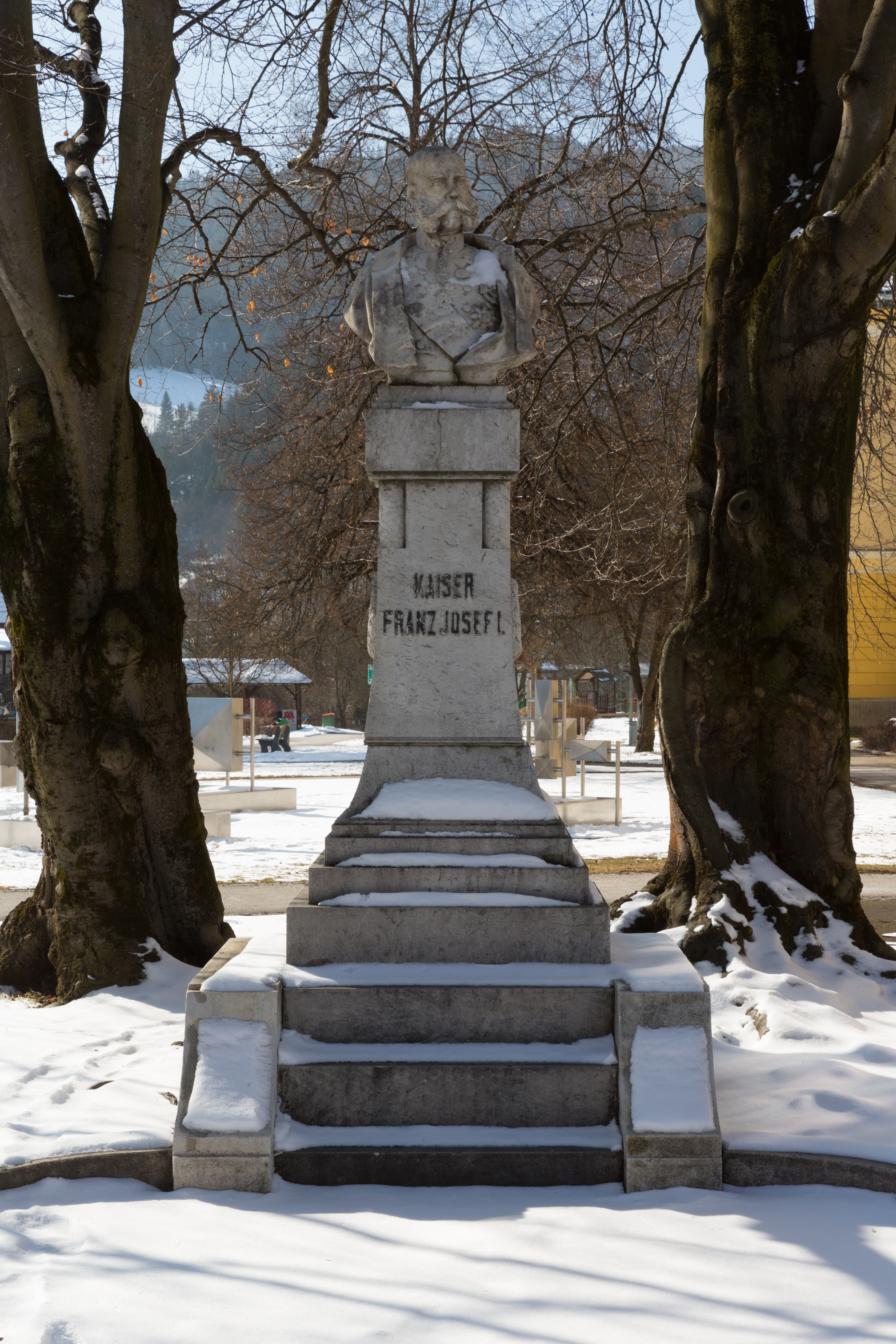
Kaiser-Franz-Josef-Denkmal

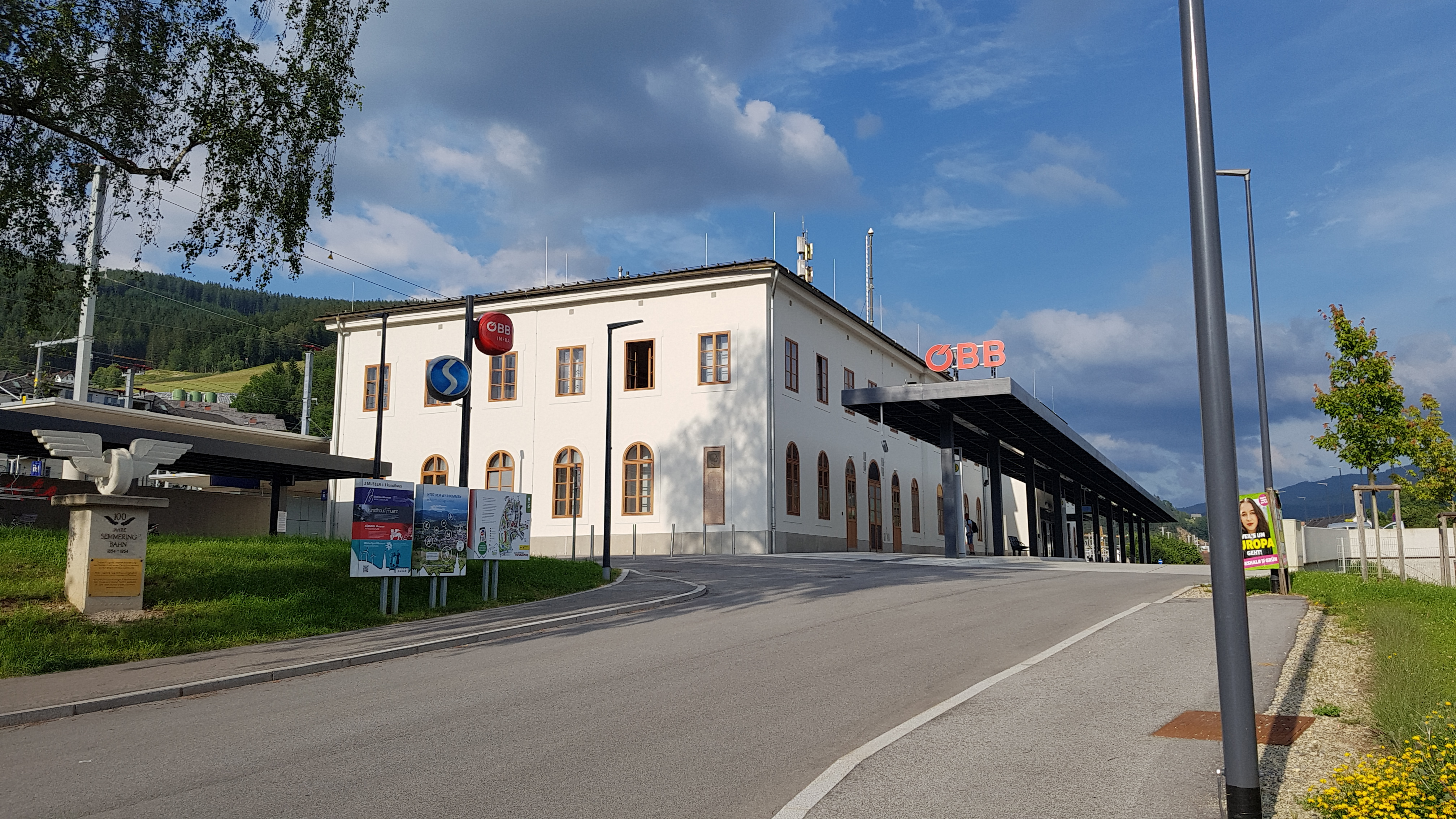
Aufnahmegebäude des Bahnhof Mürzzuschlag

- Katholische Pfarrkirche Mürzzuschlag hl. Kunigunde
- Katholische Pfarrkirche Hönigsberg Zum Gekreuzigten Heiland
- kunsthaus muerz: Modernes kulturelles Veranstaltungszentrum. Entstehungsgeschichte: Ein in den Jahren 1648 bis 1654 gebautes Franziskanerkloster wurde durch ein Patent von Kaiser Joseph II. 1799 wieder aufgelöst und 1972 abgetragen. Nur die dazugehörige Kirche blieb stehen. Diese wurde zu einem modernen kulturellen Veranstaltungszentrum kunsthaus muerzzuschlag umgebaut. Das Kunsthaus wurde anlässlich der Landesausstellung 1991 „Sport – Sinn und Wahn“ eröffnet.
- Brahms-Museum: Dem Musiker Johannes Brahms gewidmet.
- Wintersportmuseum: Das weltweit größte und erste Wintersportmuseum der Welt befindet sich in Mürzzuschlag. Es beherbergt die umfassendste Sammlung wintersporthistorischer Exponate.
- Südbahnmuseum: Ein dem UNESCO-Weltkulturerbe, der von Carl Ritter von Ghega erbauten Semmeringbahn, gewidmetes Museum.

## Wirtschaft und Infrastruktur
Der Industriestadt und dem hier befindlichen VÖEST-Werk als größtem Arbeitgeber mit fast 3000 Beschäftigten widerfuhr ein steter Niedergang. Heute arbeiten nur mehr rund 500 Menschen bei Böhler Bleche, womit Mürzzuschlag weiterhin als bedeutender Industriestandort gilt. Seit 2000 werden im Wirtschaftspark und Gründerzentrum Mürzzuschlag (WGM) Betriebsansiedlungen unterstützt.
Ein wesentlicher Arbeitgeber in der Stadt Mürzzuschlag ist zudem der Gesundheitssektor. Das LKH Mürzzuschlag beschäftigt rund 280 Mitarbeiter, das im Jahre 2019 von Kindberg nach Mürzzuschlag übersiedelte Landespflegezentrum Mürzzuschlag bietet etwa 100 Arbeitsplätze. Um Synergieeffekte zu nutzen, beschloss die Versicherungsanstalt öffentlich Bediensteter, Eisenbahnen und Bergbau die von ihr betriebene Sonderanstalt für Stoffwechselerkrankungen von Breitenstein (Niederösterreich) nach Mürzzuschlag zu verlegen. Die Fertigstellung des Neubaus auf dem Areal des LKH Mürzzuschlag ist mit 2022 geplant.
Die Stadtwerke Mürzzuschlag sind mit rund 110 Mitarbeitern ein weiterer großer Arbeitgeber in Mürzzuschlag. Ein ebenso wichtiger und in Gemeindebesitz befindlicher Arbeitgeber ist die Sparkasse Mürzzuschlag AG.
Weitere bedeutende Arbeitgeber sind neben diversen Handelsunternehmen die Innoweld Metallverarbeitungs GmbH, Erne Fittings GmbH, Secar Technologie GmbH, die Herbitschek GmbH sowie die Bäckerei Köck, welche neben dem Hauptstandort Mürzzuschlag auch überregional Filialen betreibt.
Der öffentliche Bereich bietet neben den oben genannten Gesundheitsjobs Beschäftigung in der Außenstelle der Bezirkshauptmannschaft Bezirk Bruck-Mürzzuschlag, an der Dienststelle Mürzzuschlag des Finanzamtes Österreich, dem Bezirksgericht Mürzzuschlag, dem Bezirkspolizeikommando Bruck-Mürzzuschlag (Kommando), der Straßenmeisterei Mürzzuschlag (ASFINAG) sowie der Stadtgemeinde Mürzzuschlag.
Ein aktuell bedeutender Faktor ist die Umwegrentabilität durch den Bau des Semmering-Basistunnels, dessen Fertigstellung für das Jahr 2030 geplant ist. Im Zuge dessen wurde das Westportal des Tunnels, der Mürzzuschlag mit Gloggnitz verbindet, im Bereich des Bahnhofs Mürzzuschlag errichtet. Auch der Bahnhof wurde im Rahmen des Projektes einer Generalsanierung unterzogen (2019–2023).
Die Stadt Mürzzuschlag und in weiterer Folge der gesamte Raum Obersteiermark erhoffen sich durch dieses Infrastrukturprojekt einen wirtschaftlichen Aufschwung.
Im Tourismus bilden die Stadt gemeinsam mit den Gemeinden Langenwang und Krieglach den Tourismusverband „Waldheimat-Steirischer Semmering“, dessen Sitz sich in Mürzzuschlag befindet.

### Bildung
- Polytechnische Schule Mürzzuschlag
- Peter Rosegger Mittelschule
- Herta-Reich-Gymnasium[13]
- Handelsakademie Mürzzuschlag

### Verkehr
- Eisenbahn: Der Bahnhof Mürzzuschlag bietet stündliche Schnellverbindungen nach Graz und nach Wien.[14]
- Straße: Die wichtigste Straßenverbindung ist die Semmering Schnellstraße S6 mit den beiden Anschlussstellen Mürzzuschlag West und Mürzzuschlag Ost. Nach Norden führt die Mariazeller Straße B23.
- Rad: In Mürzzuschlag zweigt der Semmering Radweg R46[15] vom Mürztalradweg R5[16] ab.

### Veranstaltungen
- United Games: Mürzzuschlag ist seit 1998 der österreichische Austragungsort der United Games. Zu diesem Jugendaustausch kommen jährlich 50 bis 100 Jugendliche aus aller Welt in die Stadt, um eine Woche lang Projekte zu verschiedenen Themen durchzuführen. 2007 brachten die United Games den 1. Europäischen Jugendkongress in die Stadt.

### Sport
Im Jahre 1893 wurde auf Initiative des Gastwirts Toni Schruf der erste alpine Skiwettlauf in Mitteleuropa auf dem in der Nähe gelegenen Stuhleck ausgetragen.
- Die Ganzsteinschanzen sind die ältesten Anlagen dieser Art in Mitteleuropa.

## Politik

### Gemeinderat
Der Gemeinderat hat 25 Mitglieder.
- Nach den Gemeinderatswahlen in der Steiermark 2000 hatte der Gemeinderat folgende Verteilung: 15 SPÖ, 5 ÖVP, 3 FPÖ, 1 GRÜNE und 1 KPÖ.
- Nach den Gemeinderatswahlen in der Steiermark 2005 hatte der Gemeinderat folgende Verteilung: 16 SPÖ, 4 ÖVP, 3 KPÖ, 1 FPÖ und 1 GRÜNE.[17]
- Nach den Gemeinderatswahlen in der Steiermark 2010 hatte der Gemeinderat folgende Verteilung: 14 SPÖ, 4 ÖVP, 4 FPÖ, 2 KPÖ und 1 GRÜNE.[18]
- Nach den Gemeinderatswahlen in der Steiermark 2015 hatte der Gemeinderat folgende Verteilung: 11 SPÖ, 8 FPÖ, 3 KPÖ, 2 ÖVP und 1 GRÜNE.[19]
- Nach den Gemeinderatswahlen in der Steiermark 2020 hatte der Gemeinderat folgende Verteilung: 13 SPÖ, 5 FPÖ, 3 KPÖ, 3 ÖVP und 1 GRÜNE.[20]
- Nach den Gemeinderatswahlen in der Steiermark 2025 hat der Gemeinderat folgende Verteilung: 12 SPÖ, 7 FPÖ, 3 KPÖ, 2 ÖVP und 1 GRÜNE.[21]

### Bürgermeister
- 1960–1983 Franz Kotrba (SPÖ)
- 1983–1987 Winfried Seidinger (SPÖ)
- 1987–1997 Franz Steinhuber (SPÖ)
- 1997–2007 Walter Kranner (SPÖ)
- seit 2007 Karl Rudischer (SPÖ)

### Wappen
Von den beiden Vorgängergemeinden hatte nur Mürzzuschlag ein Gemeindewappen. Wegen der Gemeindezusammenlegung verlor dieses mit 1. Jänner 2015 seine offizielle Gültigkeit. Die Neuverleihung des Gemeindewappens für die Fusionsgemeinde erfolgte mit Wirkung vom 20. Oktober 2016.
Blasonierung (Wappenbeschreibung):

„Ein roter Schild, durchzogen auf grünem Schildfuß von einer silbern quadergemauerten, fünffach gezinnten Stadtmauer samt halbaufgezogenem eisernen Fallgitter in der Schwarz durchbrochenen rundbogigen Toröffnung; aus der Mauer wachsend und silbern quadergemauert zwei je dreifach gezinnte und von je einem Spitzbogenfenster durchbrochene Türme, silbern zwischen diesen eine Kugel, rechts ein Winkelhaken, links eine Zange.“

### Städtepartnerschaften
- Berlin, Treptow-Köpenick (Deutschland)
- Arusha (Tansania)
- Blansko (Tschechien)
- Chillán (Chile)
- Pengzhou (Volksrepublik China)

## Persönlichkeiten

### Ehrenbürger
ab 1945:
- 1955: Hans Ferbar (1890–1967), Vizebürgermeister
- 1956: Alfred Schachner-Blazizek (1912–1970), Bezirkshauptmann, Landeshauptmann-Stv.
- 1956: Fritz Matzner (1896–1972), Landeshauptmann-Stv.
- 1956: Franz Reinbacher (1879–1967), Vizebürgermeister
- 1957: Alfred Küffel (1883–1967), Stadtbaudirektor
- 1960: Josef Freiberger (1890–1973), Bürgermeister
- 1966: Theodor Hüttenegger (1901–1982), Gründer des Wintersportmuseums
- 1981: Josef Moser (1919–2003), Bundesminister
- 1983: Hans Gross (1930–1992), Landeshauptmann-Stv.
- 1985: Franz Kotrba (1924–2011), Bürgermeister
- 1985: Franz Tirnthal (1923–2005), Vizebürgermeister
- 1992: Kurt Jungwirth (1929–2025), Landeshauptmann-Stv.
- 2000: Josef Pillhofer (1921–2010), Akademischer Bildhauer
- 2005: Heinz Veitschegger (1940), Vizebürgermeister

### Söhne und Töchter der Stadt
- Franz Bach (1886–1943), Paläontologe und Lehrer
- Franz Berghold (1948–2023), Arzt
- Erwin Bohatsch (* 1951), Maler der neuen Wilden
- Walter Bohatsch (* 1949), Grafikdesigner und Typograf
- Helmut Brenner (1957–2017), Musikwissenschaftler und Historiker
- Christian Brünner (* 1942), Universitätsprofessor und Politiker
- Adolf Brunnlechner (1863–1960), Maler, Grafiker und Kunsthistoriker
- Walter Buchebner (1929–1964), Schriftsteller
- Wolfgang Buchner (* 1946), Maler und Bildhauer
- Harald Darer (* 1975), Schriftsteller
- Josef Fohringer (1883–1952), Politiker und Abgeordneter zum Nationalrat
- Adolf Frankl (1862–1958), Schriftsteller und Lehrer.
- Dietmar Ganshofer (* 1961), Sänger der Schlagerband „Die Paldauer“
- Werner Geier (1962–2007), Musikjournalist und Produzent
- Heinz Grabner (* 1942), Politiker und Stadtbaudirektor
- Andreas Gruber (* 1995), Fußballspieler
- Maria Gstättner (* 1977), Komponistin und Musikerin
- Henriette Harich-Schwarzbauer (* 1955), Klassische Philologin
- Peter Hochegger (* 1949), Unternehmer, PR-Berater
- Walter Hölbling (* 1947), Universitätsprofessor und Dichter
- Gottfried Holzer-Graf (* 1950), Organist und Universitätsprofessor
- Elfriede Jelinek (* 1946), Schriftstellerin und Literaturnobelpreisträgerin
- Isolde Maria Joham (1932–2022), Malerin und Glaskünstlerin
- Bernhard Mayrhofer (1868–1938), Mediziner und Medizinhistoriker
- Jenny Jugo (1904–2001), Schauspielerin
- Viktor Kaplan (1876–1934), Ingenieur und Erfinder der Kaplan- und Schnellläuferturbine
- Michael Kasper (* 1980), Historiker, Archivar und Museumsleiter
- Lara Köck (* 1986), Politikerin
- Abundus Kuntschak (1753–1822), österreichischer Geistlicher und der Abt des Zisterzienserstiftes Rein
- Ernst Lachs (1904–1980), Direktor des Wiener Kontrollamts
- Hella Lendl (1905–2004), Politikerin und Landtagsabgeordnete
- Hannes Liebmann (* 1956), Schauspieler
- Karl List (1902–1971), Musiker, Volksliedsammler, Redakteur des Bayerischen Rundfunks
- Wolf Lotter (* 1962), Journalist und Autor
- Siegfried Mattl (1954–2015), Historiker
- Heinz Mayer (* 1946), Jurist
- Elmar Mayer-Baldasseroni (* 1977), Schriftsteller und Wissenschaftler
- Arnd Meißl (* 1968), Politiker
- Wolfgang Pollak (1915–1995), Sprachwissenschaftler
- Josef Pommer (1845–1918), Volkslied-Forscher
- Walter Posch (* 1954), Politiker
- Stefan Pöttler (* 1967), Politikberater
- Franz Preitler (* 1963), Schriftsteller
- Werner Ranacher (* 1968), Journalist, Redakteur, ORF Moderator
- Herta Reich (1917–2012), einzige überlebende Österreicherin des Kladovo-Transports, Mutter von Ronny Reich
- Friedrich Reisinger (* 1962), Politiker
- Heinz Ruß (* 1939), Fußballspieler
- Rudolf Sanzin (1874–1922), Lokomotiv-Konstrukteur
- Alfred Schachner-Blazizek (1912–1970), Politiker
- Peter Schachner-Blazizek (* 1942), Politiker
- Friederike Scharfegger († 1996), Tischtennisspielerin
- Toni Schruf (1863–1932), Skipionier
- Erich Schweighofer (* 1960), Rechtswissenschaftler
- Günter Singer (* 1967), Filmemacher, privater Sicherheits- und Militärunternehmer
- Franz Stockbauer (1901–1952), Schlosser, Eisenbahner und Politiker
- Josef Straßberger (* 1946), Politiker
- Rudolf Tirnthal (1925–1991), Politiker
- Thomas Toppler (* 1985), Musiker, Theatermacher und Theaterpädagoge
- Werner Wigelbeyer (1937–2018), Politiker (ÖVP)
- Johannes Wildner (* 1956), Dirigent
- Sepp Zeilbauer (* 1952), Zehnkämpfer

### Mit der Stadt verbundene Persönlichkeiten
- Claudio Arrau (1903–1991), chilenischer Pianist
- Edmund Josef Bendl (1914–1984), Lehrer und Autor
- Johann H. A. Bleckmann (1826–1891), Unternehmer
- Johannes Brahms (1833–1897), Komponist
- Josef Gamsjäger (1904–1996), Politiker
- Peter Hirsch (1915–1989), Politiker
- Franz Hervay Edler von Kirchberg (1870–1904), erster Bezirkshauptmann von Mürzzuschlag
- Ferdinand Cavallar von Grabensprung (1886–1952), österreichisch-böhmischer Offizier und Flugpionier
- Ewald König (* 1968), Politiker und Unternehmer
- Josef Pillhofer (1921–2010), Bildhauer
- Astrid Plessl (* 1984), Gedächtnissportlerin
- Hary Raithofer (* 1965), Moderator, Pilot
- Willi Scharf (1896–1971), Geologe
- August Scheindler (1851–1931), geboren in Kasten (Gemeinde Vichtenstein), Landesschulinspektor von Wien, 1916 durch Kaiser Franz Joseph I. als Edler von Scheindler in den Adelsstand erhoben, gestorben und begraben in Mürzzuschlag.[23][24]